# ロイック・ビゴワ
ロイック・ビゴワ（Loïc Bigois, 1960年9月19日 - ）は、F1のスクーデリア・フェラーリの空力設計主任（チーフエアロダイナミシスト）である。

## 経歴
フランスのブーシュ＝デュ＝ローヌ県エクス＝アン＝プロヴァンス出身。
パリの国立工芸学院（CNAM, Conservatoire national des arts et)で工学を学び、空気力学を専攻した後、フランスの航空宇宙産業のメッカであるトゥールーズに移り、小型のターボガスタービンを開発している会社で空力専門家として働き始めた。
1990年末に、フランク・ダーニーの指揮の下で技術部門を再編していたリジェチームに採用され、空力部門の設計主任となった。
その後、1992年の不振に消沈したチームオーナー、ギ・リジェがシリル・ド・ルーブルにチームを売却して以降、技術部門でも離脱などが相次ぎ、フランク・ダーニーに代ってテクニカルディレクターとなった往年の名エンジニア、ジェラール・ドゥカルージュ（Gerard Ducarouge）が、新オーナーのフラビオ・ブリアトーレに更迭されたあたりでリジェの技術部門の状況は混迷を極め、ザウバーからマイク・ガスコインの後任としての仕事が舞い込んだ機会を捕らえて、ビゴワはリジェを一時去り、ザウバーのテクニカルディレクター（技術監督）であるアンドレ・デ・コルタンツの下で働くようになった。
1995年の半ばには、ブリアトーレに代ってオーナーとなったトム・ウォーキンショウにより、デ・コルタンツがリジェに招聘され、ビゴワもコルタンツに従ってリジェに復帰し、1996年型シャシーJS43を手がけた。
1996年の半ば、ウォーキンショウは自身のチームとしたアロウズを強化するため、リジェからエンジニアの多くを引き上げたが、ビゴワはこれに従わず、結果として、リジェチームの最後を担った。
ほどなく、リジェチームがアラン・プロストによって買収されたが、翌年以降も空力担当を務め、1999年にアラン・ジェンキンスがテクニカルディレクターとして加入すると、ビゴワはチーフデザイナーに昇格し、翌2000年はプロストチームの副テクニカルディレクターとなった。

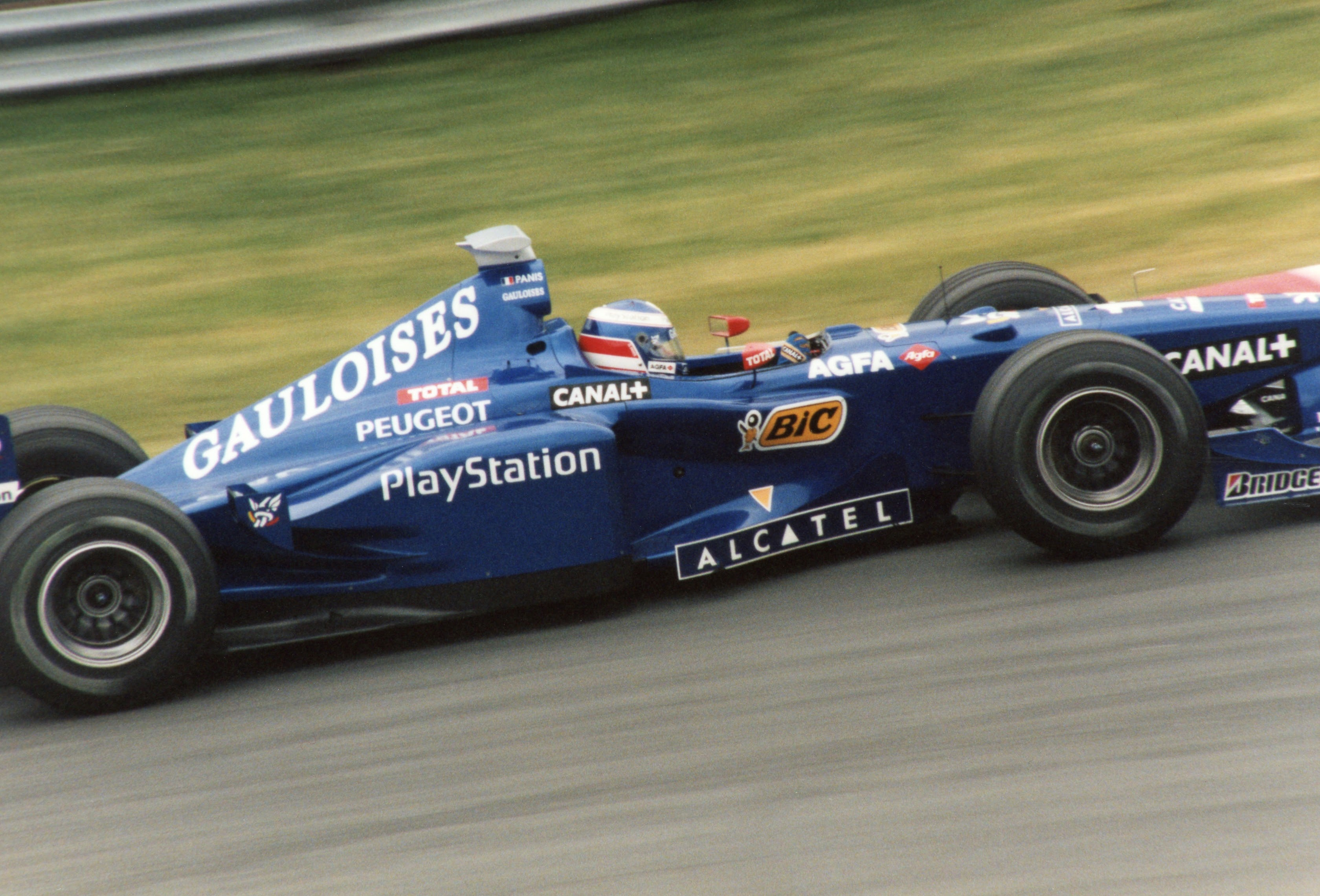
オリビエ・パニス駆るAP01（1998年）

プロスト時代の作品は、事実上自らが指揮したマシンとなった。1997年こそ一定の結果を残したが、1998年のレギュレーションの変更に対応したマシンの開発に失敗し成績は低迷。その年以降のマシンも結果を残せず、1997年から2001年までのプロストでの日々は評価を落とす結果となった。また、全期間を通じて戦闘力のあるマシンを開発出来たとは言えず、事実上失敗作と見られることが多く、むしろチームの足を引っ張ってしまった面もあった。
ただ、擁護するなら1999年以降はプロストチーム内の混乱によってマシン開発にも混乱が生じ、資金不足を筆頭にビゴワ以外の要因でチームが苦しんだ面もあった。ビゴワ自身は2001年にマクラーレンから移籍してきた空力の専門家アンリ・デュランがテクニカルディレクターに就任したことにより首をすげ替えられるという形でチームを去った。だが、ビゴワが去って1年と経たず、2001年末にはプロストチームは消滅し、ビゴワはリジェ時代から長い期間を過ごしたチームを完全に失い、リジェ時代からの献身的な働きは報われることがなかった。
プロストを去ってから、2002年から2003年半ばにかけて空力設計主任としてミナルディに在籍した後、2003年夏にウィリアムズチームに移籍。2004年11月に更迭されたアントニア・テルッツィに代って同チームの空力設計主任となった。

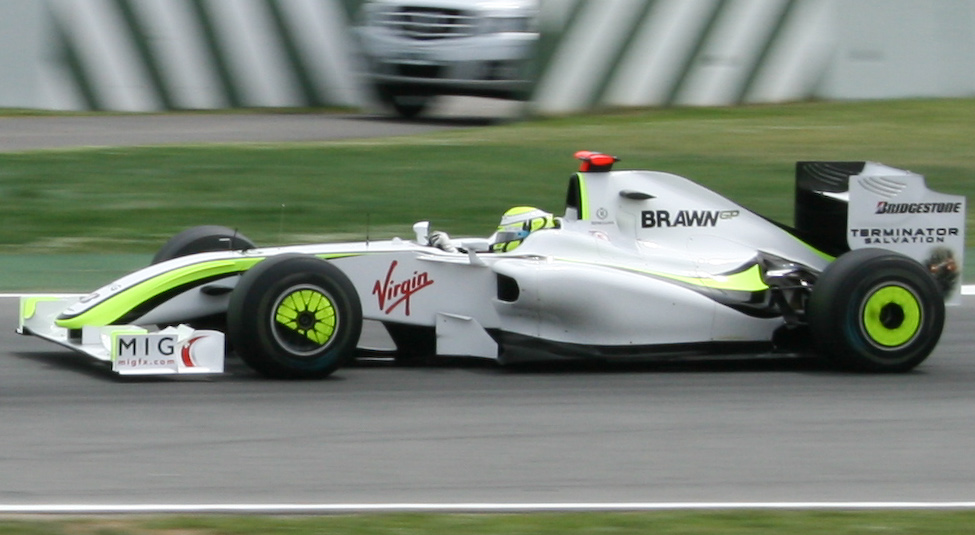
ジェンソン・バトン駆るBGP001（2009年）

2007年、ウィリアムズからホンダに移籍、同チームの空力設計主任となる。ホンダのF1撤退に伴いチームはブラウンGPとして生まれ変わったが引き続き在籍した。
2009年、彼が手がけたBGP001は高い競争力を発揮し、ドライバーズ及びコンストラクターズの両チャンピオンシップを獲得した。この功績が評価され2009 Dino Toso Racecar Aerodynamicist of the Yearを受賞した。
その後チームがメルセデスGPとなってからも在籍していたが、2012年フェラーリに移籍し同チームの空力設計主任となった。

## その他
趣味は「風洞テスト」である。